# Malý Trostinec
Malý Trostinec (bělorusky Малы Трасцянец, rusky Малый Тростенец) byl nacistický vyhlazovací tábor založený Němci u stejnojmenné vsi asi 12 km jihovýchodně od Minsku.
Tábor byl založen v listopadu 1941 na území bývalého kolchozu Karla Marxe jako internační tábor pro sovětské válečné zajatce. Od května 1942 začal fungovat jako vyhlazovací tábor. Byli sem přiváženi Židé z Německa, Rakouska, protektorátu Čechy a Morava a také z ghetta v Minsku a okolí.
V letech 1942–1943 byla většina obětí zastřelena přímo do masových hrobů na popravčím místě v lese u Blagovčiny, v bezprostřední blízkosti bývalého kolchozu.
Od října 1943 se nacisté v rámci akce 1005 snažili zastřít stopy po masových vraždách. Bylo sestaveno zvláštní komando, které mělo za úkol exhumovat masové hroby a pálit mrtvoly.
Před příchodem Rudé armády v roce 1944 byli zbývající vězni tábora zavražděni a spáleni. Sovětská vojska přijela do tábora 4. července 1944.
Počet obětí tohoto tábora bývá uváděn v rozmezí 40 000–200 000. Jad Vašem na svých stránkách uvádí počet 65 000.